# Transdev Ostwestfalen
Die Transdev Ostwestfalen GmbH betreibt unter ihren Markennamen TWV Teutoburger Wald Verkehr die Stadtbuslinien in Minden und Bad Oeynhausen sowie mehrere regionale Buslinien im Kreis Minden-Lübbecke.
Der Sitz des Unternehmens befindet sich in Rheda-Wiedenbrück.

## Geschichte

Logo der ehemaligen Veolia Verkehr Ostwestfalen bis 2015

Logo der Transdev Ostwestfalen von 2016 bis 2017

Das Unternehmen ist aus der damaligen RegioBus Gütersloh GmbH hervorgegangen und gehört heute zur Transdev GmbH.
Das Unternehmen Transdev Ostwestfalen GmbH, welches erst unter dem Markennamen „TWE-Bus“ aufgetreten ist, tritt seit 2017 unter der Marke Teutoburger Wald Verkehr (TWV) in der Öffentlichkeit auf.
Anfang April 2017 teilte der Kreis Gütersloh der Transdev Ostwestfalen den Gewinn der europaweiten Ausschreibung vom Linienbündel „Gütersloh Nordwest“ zum 1. Januar 2018 bis zum 31. Juli 2027 mit.
Anfang Mai 2018 teilte die Minden-Herforder Verkehrsgesellschaft mbH (mhv) als Aufgabenträger der Kreise Herford und Minden-Lübbecke der Transdev Ostwestfalen den Gewinn der europaweiten Ausschreibung vom Linienlos D1 „Stadtverkehr Bad Oeynhausen“ im Linienbündel D „Löhne Bad Oeynhausen“ zum 1. Dezember 2018 bis zum 31. Juli 2026 mit.
Anfang Mai 2019 teilte die Minden-Herforder Verkehrsgesellschaft mbH (mhv) als Aufgabenträger der Kreise Herford und Minden-Lübbecke der Transdev Ostwestfalen den Gewinn der europaweiten Ausschreibung von Leistungen im Linienbündel C „Minden und Umgebung“ zum 1. Dezember 2019 bis zum 31. Juli 2029 mit.
Anfang März 2021 teilten der Kreis Gütersloh und die Stadt Bielefeld der Transdev Ostwestfalen den Gewinn der europaweiten Ausschreibung vom Linienbündel „Gütersloh Nord“ zum 1. August 2021 bis zum 31. Juli 2031 mit.
Anfang September 2024 wurde bekannt, dass die Verträge für sämtliche von Transdev Ostwestfalen im Kreis Gütersloh bedienten Linienbündel vorzeitig zum Jahresende den 31. Dezember 2024 beendet werden und in einer Notvergabe des Kreises Gütersloh neu ausgeschrieben werden, dies betrifft die Lose Gütersloh Nord, Nordwest, Südost und Südwest.
Am 1. Januar 2025 gab die TWV die gesamten Verkehre im Kreis Gütersloh an die Arbeitsgemeinschaft ÖPNV Gütersloh ab. Dabei handelt es sich um einen Zusammenschluss der go.on Gesellschaft für Bus- und Schienenverkehr mbH mit Sitz in Bielefeld und mehrerer mittelständischer regionaler Busunternehmen.
Die Neuvergabe des Regionalbusverkehrs war notwendig geworden, da die bisherigen Verkehrsverträge zwischen der TWV und dem VVOWL aufgrund der unvorhersehbaren Kostenentwicklung einvernehmlich beendet wurden.

## Linienübersicht
Folgende Linien werden von Teutoburger Wald Verkehr befahren (Stand 1. Januar 2025):

### Linienlos D1 „Stadtverkehr Bad Oeynhausen“
- BO1 Bad Oeynhausen, ZOB – Werre-Park – B.O.-Rehme, Bad Oeynhausen, ZOB – Krankenhaus – Herzzentrum – Südstadt
- BO2 Bad Oeynhausen, ZOB – B.O.-Lohe
- BO3 Bad Oeynhausen, ZOB – SZ Süd – Kappenberg, Bad Oeynhausen, ZOB – B.O.-Rehme – B.O.-Oberbecksen
- BO7 Bad Oeynhausen, ZOB – Werre-Park – B.O.-Eidinghausen – B.O.-Bad Oexen – B.O.-Volmerdingsen

Schulverkehr
- 458 Bad Oeynhausen, Schulzentrum Nord – Rehme – Vlotho, Bahnhof
- 461S B.O.-Dehme, Am großen Weserbogen – B.O.-Eidinghausen, Grundschule – B.O.-Eidinghausen, SZ Nord – Bad Oeynhausen, SZ Süd
- 603 Grundschulverkehr Wulferdingsen
- 617Schulverkehr GS Oberbecksen

### Verkehre im Linienbündel C „Minden und Umgebung“
Linienlos C1 - Stadtverkehr Minden
Im Auftrag der Mindener Verkehrs GmbH „MindenBus“
- 1 Minden, ZOB – Bierpohl
- 2 Minden, ZOB – Minderheide
- 3 Minden, ZOB – Kampa-Halle – Bärenkämpen
- 4 Minden, ZOB – Rodenbeck
- 5 Minden, ZOB – Südfriedhof – Häverstädt – Haddenhausen
- 6 Minden, ZOB – Minden, Bahnhof – Dombrede
- 7 Minden, ZOB – Friedrich-Wilhelm-Str./Bahnhof – Leteln
- 10 Minden, ZOB – Minden, Bahnhof – MI-Meißen
- 12 Minden, ZOB – Am Grundbach
- 13 Minden, ZOB (– Südfriedhof) – Dützen, Mühle (– Haddenhausen)
- 14 RingBus Minden, Bahnhof – Minden, ZOB – Campus/Melitta – Werftstraße/WAGO – Minden, Bahnhof
- 15 RingBus Minden, Bahnhof – Werftstraße/WAGO – Campus/Melitta – Minden, ZOB – Minden, Bahnhof
- 16 Minden, Bahnhof – Minden, ZOB – KBS/Kampa-Halle – Bärenkämpen
- 447 Minden, ZOB – MI-Häverstädt – MI-Haddenhausen – Hille-Rothenuffeln – Hille-Oberlübbe – Hille-Wallücke
- TaxiBus 10T Minden, ZOB – MI-Meißen, Burgweg
- TaxiBus 447T Minden, Johannes Wesling Klinikum – MI-Haddenhausen – Hille-Rothenuffeln – Hille-Wallücke

Schulverkehr Minden
- 11 Minden, ZOB – Kuhlenkampschule
- 471 Meyerweg – Grundschule am Wiehen
- 472 Aminghauser Straße – PRIMUS-Schule – Grundschule Leteln-Dankersen
- 473 MI-Meißen, Freistraße – PRIMUS-Schule – Grundschule Leteln-Dankersen
- 474 Besselgymnasium – MI-Hahlen, Michael-Ende-Schule
- 475 MI-Minderheide, Lüchten – MI-Hahlen, Michael-Ende-Schule
- 476 Wallfahrtsteich – Bierpohlschule – Grundschule Kutenhausen
- 478 Bachstraße – Domschule
- 479 Schwabenring – Wettinerallee – Mi-Häverstädt, Schulzentrum Süd
- 480 MI-Todtenhausen – MI-Stemmer – MI-Bärenkämpen – MI-Bölhorst – Mi-Häverstädt, Schulzentrum Süd

Linienlos C2 - Regionalverkehr Porta Westfalica
- 413 Rundverkehr Porta Westfalica Minden, Johannes Wesling Klinikum – PW-Barkhausen – PW-Hausberge – PW-Holzhausen – PW-Möllbergen - PW-Holtrup – PW-Vennebeck - PW-Costedt – PW-Holzhausen – PW-Hausberge – PW-Barkhausen – Minden, Joh. Wesling Klinikum
- 414 Minden, ZOB – Minden, Johannes Wesling Klinikum – PW-Barkhausen – PW-Hausberge
- 415 Porta Westfalica, Bahnhof – PW-Hausberge – PW-Holzhausen – PW-Veltheim – PW-Eisbergen
- 416 PW-Lerbeck – PW-Hausberge – PW-Costedt – PW-Holtrup – PW-Holzhausen – Vlotho
- 417 PW-Hausberge – PW-Möllbergen – PW-Veltheim
- 418 PW-Hausberge – PW-Holzhausen
- 419 PW-Möllbergen – PW-Hausberge – PW-Vennebeck
- 461 Minden, ZOB – PW-Barkhausen – Minden, Johannes Wesling Klinikum – B.O.-Dehme – B.O.-Eidinghausen – Bad Oeynhausen, ZOB
- TaxiBus 410T PW-Eisbergen – Rinteln, Todenmann (Niedersachsen) – PW-Kleinenbremen
- TaxiBus 416T PW-Holtrup – Vlotho
- TaxiBus 448T (WanderBus) PW-Hausberge, Schalksburg – PW-Barkhausen – Häverstädt – Dützen – Haddenhausen – Hille-Oberlübbe

Linienlos C3 - Regionalverkehr Minden – Porta Westfalica – Petershagen – Bad Oeynhausen
- 600 Minden, ZOB – Lahde Bahnhof – Petershagen-Schlüsselburg
- 610 Schnellbus Minden, ZOB – PW-Hausberge – PW-Eisbergen
- 611 Minden, ZOB – Petershagen-Friedewalde
- 612 Minden, ZOB – Hille-Nordhemmern
- 613 Minden, ZOB – MI-Dützen (– MI-Haddenhausen) – Hille-Rothenuffeln – Bergkirchen – B.O.-Volmerdingsen – B.O.-Eidinghausen – Bad Oeynhausen, ZOB
- TaxiBus 609T PW-Eisbergen – Rinteln (Niedersachsen)

Linienlos C5 - Bad Oeynhausen-Nord
- BO4 Bad Oeynhausen, ZOB – Werre-Park – B.O.-Dehme – B.O.-Bad Oexen – B.O.-Wöhren
- BO5 Bad Oeynhausen, ZOB – Werre-Park – B.O-Eidinghausen – B.O.-Volmerdingsen – Bergkirchen (– B.O.-Wulferdingsen)
- BO6 Bad Oeynhausen, ZOB – B.O.-Werste – B.O.-Wulferdingsen – Hille-Wallücke

## Ehemalige Linien

### Linienbündel Gütersloh Nord (Betrieben von 1. August 2021 bis 31. Dezember 2024) Heutiger BetreiberGo.on/Arbeitsgemeinschaft ÖPNV Gütersloh
- 43 ZOB Gütersloh – Sth.-Brockhagen – Halle Bahnhof/ZOB
- 48 Bielefeld Hauptbahnhof – ZOB Steinhagen – Sth.-Brockhagen
- 60 Werther – Theenhausen
- 61 Bielefeld Hauptbahnhof – ZOB Werther – Halle Bahnhof/ZOB
- 62 Bielefeld Hauptbahnhof – Bi.-Großdornberg – ZOB Werther – Borgholzhausen
- 88 Bielefeld Hauptbahnhof – Bi.-Brackwede – Bi.-Quelle – ZOB Steinhagen – Halle Bahnhof/ZOB
- 89 Halle Bahnhof/ZOB – Halle-Hörste – Versmold Bahnhof/ZOB (– Peckeloh)
- N19 NachtBus Bielefeld, Jahnplatz – Halle Bahnhof/ZOB

Schulverkehr
- 59 Bielefeld – Spenge – Melle-Neuenkirchen
- 63 Bi.-Vilsendorf – Bi.-Jöllenbeck – Dornberg – Werther Gesamtschule
- 66 ZOB Werther – Werther-Häger – Lenzinghausen – ZOB Spenge
- 68 Bi.-Schildesche – Bi.-Babenhausen – Bi.-Großdornberg – Werther – Halle – Steinhagen
- 86 „Ortsverkehr Halle“ Eggeberg - Ascheloh - Künsebeck - Gartnisch - Schulzentrum Masch - Gymnasium
- 86.1 Künsebeck – Ascheloh – Gesamtschule
- 98 Ortsverkehr Werther (Theenhausen – Rotenhagen – Häger – Gesamtschule)
- 148 ZOB Steinhagen – Brockhagen – Halle – Dissen – ZOB Bad Rothenfelde
- 157 Bielefeld, Jahnplatz – Bi.-Schröttinghausen – ZOB Werther
- 188 Steinhagen – Amshausen – Halle
- 248 Ortsverkehr Steinhagen (Grundschule Lauksdorf)
- 285 Ortsverkehr Halle (Grundschule Hörste – Grundschule Gartnisch)
- 286 Ortsverkehr Halle (Grundschule Gartnisch)
- 287 Ortsverkehr Halle (Grundschule Künsebeck und Grundschule Gartnisch)
- 288 Ortsverkehr Steinhagen

### Linienbündel Gütersloh Nordwest (Betrieben von 1. Januar 2018 bis 31. Dezember 2024) Heutiger Betreiber Go.on/Arbeitsgemeinschaft ÖPNV Gütersloh
- 44 Gütersloh - Kreishaus - Pixel
- 71 Gütersloh - Marienfeld - Harsewinkel - Greffen - Peckeloh - Versmold
- 71.1 Harsewinkel - Greffen - Überems
- 71.2 Schulverkehr Greffen Johannesschule
- 71.3 Harsewinkel - Marienfeld
- 71.5 Versmold - Bockhorst
- 71.6 Versmold - Knetterhausen - Loxten
- 71.7 Versmold - Oesterweg - Hesselteich - Vorbruch
- 71.8 Versmold - Peckeloh
- 72 Harsewinkel - Heerde - Clarholz (- Herzebrock - Pixel)
- 72.1 Harsewinkel - Beller/Rheda
- 72.3 Herzebrock - Clarholz - Heerde
- 72.4Herzebrock - Clarholz - Oelkerort
- 72.5 Clarholz - Sundern
- 72.6 Clarholz - Samtholz
- 72.7 Herzebrock - Brock-Möhler - Pixel
- 72.8 Herzebrock - Weißes Venn - Quenhorn
- 74 (Gütersloh - Kreishaus - ) Pixel - Herzebrock - Clarholz
- 90 Versmold - Bockhorst - Borgholzhausen - Cleve - Hesseln - Halle
- 91 Peckeloh - Versmold - Loxten - Bockhorst - Westbarthausen - Borgholzhausen
- 92 Ortsverkehr Borgholzhausen
- 93 Oesterweg - Hörste - Casum - Borgholzhausen
- 190 PiumBus Borgholzhausen Bahnhof - Borgholzhausen Stadt

### Linienbündel Gütersloh Südost und Südwest (Betrieben bis 31. Dezember 2024) Heutiger Betreiber Go.on/Arbeitsgemeinschaft ÖPNV Gütersloh
- 70 Lippstadt – Bad Waldliesborn – Langenberg – Wiedenbrück – Rheda
- 73 Hövelhof – Kaunitz – Bornholte – Verl – Spexard – Gütersloh
- 75 Österwiehe – Kaunitz – Verl – Wiedenbrück
- 75.1 Mastholte – Wiedenbrück über Bokel
- 76 Rheda – Wiedenbrück – Lintel – Rietberg – Neuenkirchen – Westerwiehe
- 77 Gütersloh – Spexard – Varensell – Neuenkirchen – Rietberg – Westerwiehe
- 78 Stadtverkehr Rheda-Wiedenbrück
- 78.1 Stadtverkehr Rheda-Wiedenbrück – St. Vit – Batenhorst
- 78.2 Clarholz – Herzebrock – Rheda
- 78.3 Rundverkehr Rheda (Wegböhne)
- 79 Rheda-Wiedenbrück – Gütersloh
- 79.1 Gütersloh – Pixel – Rheda – Wiedenbrück
- 80.1 Lippstadt – Lipperbruch – Mastholte – Bokel – Rietberg (– Neuenkirchen – Verl – Avenwedde)
- 80.2 Bielefeld – Brackwede – Senne – Friedrichsdorf – Verl (Nur 3× täglich je Richtung)
- 80.3 Westenholz – Rietberg (– Lipperbruch – Westenholz)
- 83 Schloß Holte – Bornholte – Verl – Sende – Senne – Brackwede – Bielefeld
- 84 Schloß Holte – Augustdorf
- 84.1 Schloß Holte-Stukenbrock – Safaripark – Stukenbrock-Senne
- 84.2 Ortsverkehr Schloß Holte (Schloß Holte – Liemke)
- 84.4 Lipperreihe – Schloß Holte
- 85 Gütersloh – Sürenheide – Verl – Sende – Schloß Holte
- N8 Nachtbus Rheda-Wiedenbrück – Gütersloh (Nicht regelmäßig)

AST und TaxiBus
- AST Rheda-Wiedenbrück Stadtgebiet Rheda-Wiedenbrück
- AST Rheda-Wiedenbrück
- AST (AnrufSammelTaxi) Harsewinkel, Stadtgebiet Harsewinkel
- AST Harsewinkel
- AST 73 Verl – Bornholte – Kaunitz – Hövelhof (Nur an Feiertagen, Sonntagen und an Wochentagen ab 21 Uhr)
- TaxiBus 1 Harsewinkel
- TaxiBus 2 Harsewinkel, Landhagen – Rathaus und zurück
- TaxiBus 3 Harsewinkel, Behringstraße – Rathaus und zurück
- TaxiBus 4 Harsewinkel, Breslauer Straße – Rathaus und zurück

Schulverkehr
- 73.1 Österwiehe – Kaunitz
- 73.2 Sürenheide – Verl
- 73.3 Kaunitz – Österwiehe – Verl
- 73.4 Verl Schulzentrum – Bornholte – Liemke
- 84.3 Schloß Holte – Grauthofsiedlung
- 84.5 Hövelhof – Schloß Holte
- 85.1 Verl – Sende – Verl
- 85.2 Verl Schulzentrum – Avenwedde – Friedrichsdorf – Gütersloh Nord – Isselhorst/Avenwedde – Sürenheide

## Fuhrpark
Der Fuhrpark von TWV besteht aus folgenden Fahrzeugen (Stand 2025):
- 19 IVECO Crossway LE
- 14 Mercedes-Benz Citaro 2 Hybrid
- 5 Mercedes-Benz Citaro 2
- 6 Mercedes-Benz Citaro 2 G
- 3 MAN Lion’s City 12C EfficientHybrid